# Gottfried Ulrich de la Margelle
Gottfried Ulrich de la Margelle et d'Eysden (französisch Godefroid-Udalric de La Margelle; * 4. Oktober 1635 auf Schloss Eijsden (Eijsden); † Mai 1703 auf Schloss Gronsfeld) war Weihbischof in Köln.

## Leben
Im Hochstift Lüttich geboren, empfing er 1648 die Tonsur, womit er in den geistlichen Stand aufgenommen wurde. Nachdem er Kanoniker am Krönungsstift St. Marien in Aachen geworden war, empfing er am 25. Januar 1661 die Priesterweihe in Roermond, tauschte sein Aachener Kanonikat jedoch 1668 gegen eine Domherrenstelle in Lüttich und wurde 1682 zudem Propst in Maastricht. Nachdem er bei der Bischofswahl von 1694 in Lüttich für den Kölner Erzbischof Joseph Clemens von Bayern gestimmt hatte, designierte dieser ihn zum Weihbischof in Köln. Der Papst ernannte ihn daraufhin am 3. Dezember 1696 zum Titularbischof von Nicopolis in Armenia und Weihbischof in Köln. Die Bischofsweihe spendete ihm am 27. Januar des darauffolgenden Jahres Jean Antoine Blavier OFM, Weihbischof in Lüttich; Mitkonsekrator war Louis François Rossius de Liboy, ebenfalls Weihbischof in Lüttich.